# Sara (série télévisée, 1985)
Sara est une sitcom américaine en 13 épisodes de 30 minutes, diffusée entre le 23 janvier et le 8 mai 1985 sur le réseau NBC.
Cette série est inédite dans tous les pays francophones.

## Fiche technique
Sauf indication contraire, les informations mentionnées dans cette section peuvent être confirmées par la base de données cinématographiques IMDb,  présente dans la section « Liens externes ».
- Titre original : Sara
- Réalisation : Will Mackenzie et John Pasquin
- Scénario : Ruth Bennett, Gary David Goldberg, Michael Kagen, Merrill Markoe, Jeffrey Ferro, Gail Honigberg, Mike Kagan, Susan Seeger, Frederick Weiss et Douglas Wyman
- Photographie :
- Musique : Tom Scott
- Casting : Sharon Himes
- Montage : Gary Anderson
- Décors :
- Costumes : Lynette Bernay
- Production : Merrill Markoe et Mike Kagan
  - Producteur associé : Elaine Arata
  - Producteur délégué : Gary David Goldberg
  - Producteur superviseur : Ruth Bennett
  - Producteur exécutif : Carol Himes
  - Producteur coordinateur : Linda Nieber
- Sociétés de production : UBU Productions et NBC Productions
- Société de distribution : [
- Chaîne d'origine : NBC
- Pays d'origine :  États-Unis
- Langue originale : anglais
- Genre : Sitcom
- Durée : 30 minutes

## Distribution

### Acteurs principaux et secondaires
- Geena Davis : Sara McKenna
- Alfre Woodard : Rozalyn Dupree
- Bill Maher : Marty Lang
- Mark Hudson : Stuart Webber
- Bronson Pinchot : Dennis Kemper
- Ronnie Claire Edwards : Helen Newcomb
- Matthew Lawrence : Jesse Webber

### Invités
- Richard Venture : Michael Cooper
- Phil Hartman : Drake
- Jonathan Prince : Doug Peyton
- David Rasche : David Collier
- Bruce Fairbairn : Michael
- Jay Ingram : le présentateur
- Richard Bull : le juge

## Épisodes
1. David Returns
2. Sara's Mom
3. Dueling Lawyers
4. Helen Steps Out
5. You Can't Win 'em All
6. A Date with Keith
7. Rock 'n' Roll Father
8. 27 Candles
9. Sara's Short Story
10. Meet Mr. Cooper
11. Girls Just Want to Have Fun
12. A Night at the Ballet
13. Brief Encounter